# Matignicourt-Goncourt
Matignicourt-Goncourt è un comune francese di 115 abitanti situato nel dipartimento della Marna nella regione del Grand Est.

## Società

### Evoluzione demografica
Abitanti censiti